# Diplycosia soror
Diplycosia soror är en ljungväxtart som beskrevs av Odoardo Beccari. Diplycosia soror ingår i släktet Diplycosia och familjen ljungväxter. Utöver nominatformen finns också underarten D. s. nuda.